# Кубок мира по конькобежному спорту 2006/2007
Кубок мира по конькобежному спорту 2006/07 — серия спортивных соревнований по конькобежному спорту. Состоит из 9 этапов.

## Календарь
| Место    | Каток                       | Дата               | 100 м | 500 м | 1000 м | 1500 м | 3к/5к | 5к/10к | командная гонка |
| -------- | --------------------------- | ------------------ | ----- | ----- | ------ | ------ | ----- | ------ | --------------- |
| Херенвен | Тиалф                       | 10-12 ноября 2006  |       | 2x    | 2x     | 1x     | 1x    |        |                 |
| Берлин   | Спортфорум Хохеншёнхаузен   | 17-19 ноября 2006  |       | 2x    | 1x     | 1x     | 1x    |        | 1x              |
| Москва   | Крылатское                  | 25-26 ноября 2006  |       |       |        | 1x     |       | 1x     |                 |
| Харбин   | Каток Харбина               | 2-3 декабря 2006   | 1x    | 2x    | 2x     |        |       |        |                 |
| Нагано   | М-Вейв                      | 9-10 декабря 2006  | 1x    | 2x    | 2x     |        |       |        |                 |
| Херенвен | Тиалф                       | 27-28 января 2007  | 1x    | 2x    | 2x     |        |       |        |                 |
| Турин    | Овал Линьотто               | 3-4 февраля 2007   |       |       |        | 1x     | 1x    |        | 1x              |
| Эрфурт   | Гунда-Ниман-Штирнеман-Халле | 17-18 февраля 2007 |       |       |        | 1x     |       | 1x     | 1x              |
| Калгари  | Олимпийский овал            | 2-4 марта 2007     | 1x    | 2x    | 1x     | 1x     | 1x    |        |                 |

## Призёры среди мужчин

### 100 метров
| место | спортсмен       | очков |
| ----- | --------------- | ----- |
| 1     | Юя Оикава       | 350   |
| 2     | Мацей Устинович | 247   |
| 3     | Пекка Коскела   | 208   |

### 500 метров
| место | спортсмен         | очков |
| ----- | ----------------- | ----- |
| 1     | Такер Фредрикс    | 825   |
| 2     | Кэйитиро Нагасима | 825   |
| 3     | Пекка Коскела     | 798   |

### 1000 метров
| место | спортсмен       | очков |
| ----- | --------------- | ----- |
| 1     | Эрбен Веннемарс | 730   |
| 2     | Ли Гю Хёк       | 700   |
| 3     | Шани Дэвис      | 540   |

### 1500 метров
| место | спортсмен       | очков |
| ----- | --------------- | ----- |
| 1     | Эрбен Веннемарс | 560   |
| 2     | Энрико Фабрис   | 476   |
| 3     | Денни Моррисон  | 305   |

### 5000/10000 метров
| место | спортсмен     | очков |
| ----- | ------------- | ----- |
| 1     | Свен Крамер   | 550   |
| 2     | Карл Верхейен | 440   |
| 3     | Энрико Фабрис | 370   |

### Командная гонка
| место | страна     | спортсмены | очков |
| ----- | ---------- | --- | ----- |
| 1     | Нидерланды | Свен Крамер, Ремко Ольде Хеувел, Ринтье Ритсма, Том Принсен, Карл Верхайен, Эрбен Веннемарс, Войтер Олде Хеувел | 236   |
| 2     | Канада     | Арни Данкерс, Стивен Эльм, Денни Моррисон, Джастин Варсилевич, Лукас Маковский                                  | 210   |
| 3     | Германия   | Штефан Хейтхазен, Роберт Леманн, Тобиас Шнайдер, Марко Вебер                                                    | 170   |

## Призёры среди женщин

### 100 метров
| место | спортсмен    | очков |
| ----- | ------------ | ----- |
| 1     | Дженни Вольф | 390   |
| 2     | Юдит Хеззе   | 310   |
| 3     | Ли Сан Хва   | 255   |

### 500 метров
| место | спортсмен    | очков |
| ----- | ------------ | ----- |
| 1     | Дженни Вольф | 1017  |
| 2     | Ли Сан Хва   | 835   |
| 3     | Ван Бэйсин   | 750   |

### 1000 метров
| место | спортсмен       | очков |
| ----- | --------------- | ----- |
| 1     | Кьяра Симионато | 672   |
| 2     | Шеннон Ремпель  | 529   |
| 3     | Анни Фризингер  | 480   |

### 1500 метров
| место | спортсмен       | очков |
| ----- | --------------- | ----- |
| 1     | Иреен Вюст      | 480   |
| 2     | Анни Фризингер  | 480   |
| 3     | Кристина Гровес | 370   |

### 3000/5000 метров
| место | спортсмен         | очков |
| ----- | ----------------- | ----- |
| 1     | Мартина Сабликова | 540   |
| 2     | Даниела Аншутц    | 426   |
| 3     | Клаудия Пехштайн  | 402   |

### Командная гонка
| место | страна     | спортсмены                                                                                         | очков |
| ----- | ---------- | -------------------------------------------------------------------------------------------------- | ----- |
| 1     | Нидерланды | Витеке Крамер, Паулин ван Дойтеком, Ренате Грёневольд, Моник Клейнсман, Йорин Воорхуис, Иреен Вюст | 240   |
| 2     | Россия     | Екатерина Абрамова, Галина Лихачёва, Екатерина Лобышева, Светлана Высокова                         | 230   |
| 3     | Германия   | Даниела Аншутц, Катрин Маттшеродт, Люсилль Опитц, Клаудия Пехштайн, Каролина Цилльманн             | 220   |